# Jesper Hansen (cykelrytter)
 For alternative betydninger, se Jesper Hansen. (Se også artikler, som begynder med Jesper Hansen)
Jesper Hansen (født 23. oktober 1990) er en tidligere dansk cykelrytter. Han startede sin professionelle karriere på holdet Tinkoff, der blev lukket ned i starten af sæsonen 2016-17.

## Meritter
2013
2. plads Sundvolden GP
6. plads Circuit des Ardennes
6. plads Tour de Normandie
7. plads Tour of Norway
2014
6. plads Tour of Norway
Vinder af  ungdomstrøjen
2015
Vinder  af Tour of Norway
Vinder af 3. etape
6. plads Tour de Langkawi
2016
5. plads Tour de Langkawi
2. plads Kroatien Rundt
2017
2. plads samlet Tyrkiet Rundt
9. plads Kroatien Rundt
7. plads i 5. etape i Kroatien Rundt
2018
9. plads samlet Volta a Catalunya
2019
7. plads samlet Tour of California
2020
6. plads i linjeløbet ved DM i landevejscykling

### Deltagelse i Grand Tours
| Grand Tour      | 2015 | 2016 | 2017 | 2018 | 2019 | 2020 |
| --------------- | ---- | ---- | ---- | ---- | ---- | ---- |
| Giro d'Italia   | —    | —    | 32   | —    | —    |      |
| Tour de France  | —    | —    | —    | 56   | —    | —    |
| Vuelta a España | 52   | —    | DNF  | —    | DNF  |      |

| —   | Deltog ikke      |
| DNF | Gennemførte ikke |